# Christoph Erhard von Bibra

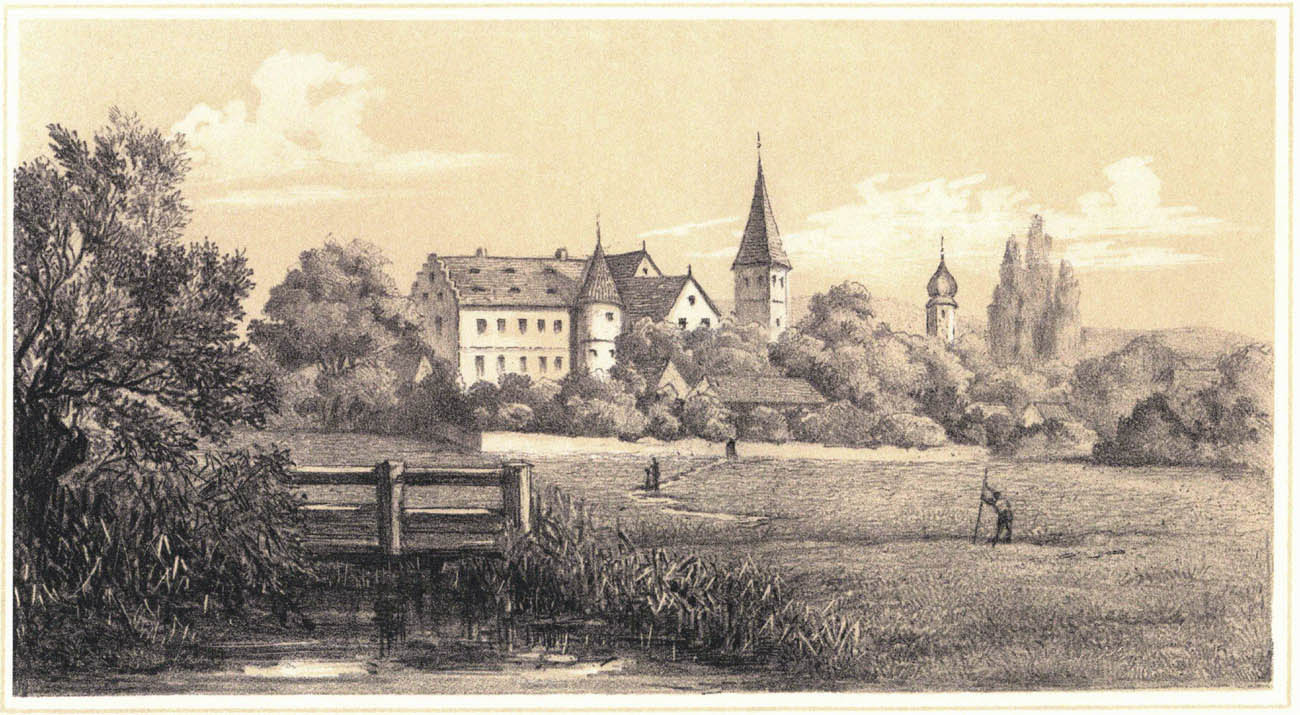
Adelsdorf

Christoph Erhard Freiherr von Bibra (* 5. Maijul. / 15. Mai 1656greg. in Roßrieth; † 28. Januar 1706 in Adelsdorf) stieg in seiner militärischen Karriere auf bis in den Rang eines kaiserlichen Generalfeldwachtmeisters und Mainzer Generalfeldmarschallleutnants.

## Herkunft und Familie
Christoph Erhard Freiherr von Bibra stammte aus dem thüringisch-fränkischen Adelsgeschlecht der von Bibra. Er war in erster Ehe mit Juliane Salome von Buttlar (1656–1696) verheiratet. Er lernte sie als Hofdame in Ansbach kennen und heiratete sie am 29. November 1679. In zweiter Ehe war er mit Christiane Rüdt von Collenberg (1667–1742) verheiratet. Gemeinsam mit seinen Brüdern, darunter Georg Friedrich, Heinrich Karl und Johann Ernst, erhielt er 1698 das erbliche Reichsfreiherrendiplom.

## Militärische Karriere
Seine militärische Karriere begann 1669 als Page am württembergischen Hof. 1679 kam er als Kammerjunker und Rittmeister in die Dienste des Ansbacher Markgrafen Johann Friedrich. Von 1682 bis 1685 befehligte er als Rittmeister eine Kürassierkompanie für die fränkische Reichsritterschaft, die der Leibgarde des Generalfeldmarschalls Georg Friedrich von Waldeck angehörte. Anschließend beteiligte er sich im Fränkisches Kreis-Kürassierregiment von 1681/1 unter dem Bayreuther Markgrafen Christian Ernst am Pfälzischen Erbfolgekrieg. Unter dem 1691 neu ausgehobenen Dragonerregiment unter Christoph Wilhelm von Aufseß diente er als Obristleutnant.

## In bischöflichen Diensten
Einen Förderer fand er in dem Bamberger Bischof Marquard Sebastian Schenk von Stauffenberg, der ihn im Fränkischen Reichskreis gegen die Interessen der Ansbacher Markgrafen durchsetzte. Einig waren die Parteien allerdings mit dem Einsatz des Bruders Heinrich Karl von Bibra als Regimentschef (siehe auch Liste der Regimenter des fränkischen Reichskreises). 1696 übernahm er das Kommando über die Aufseß-Dragoner, ohne offizieller Regimentsinhaber zu werden. Zusätzlich wurde er auch Inhaber einer Bamberger Kompanie und gelangte über die Personalunion von Lothar Franz von Schönborn im Hochstift Bamberg und in Kurmainz als Wirklicher Geheimrat und Kommandant der Stadt Erfurt samt der Zitadelle Cyriaksburg in Mainzer Dienste. Von 1700 bis 1706 war er als Generalmajor Festungskommandant der Zitadelle Petersberg. Für den Kurrheinischen Reichskreis führte er die Bibra-Dragoner, ein neu errichtetes Dragonerregiment an (siehe auch Reichsarmee). In Mainzer Diensten stieg er 1704 in den Rang eines kaiserlichen Generalwachtmeisters und 1705 zum Generalfeldmarschallleutnant auf.
Zu seinen teils zivilen Ämtern zählte 1696 der Titel des Amtshauptmanns zu Kulmbach und Kommandanten der Plassenburg. 1702 wurde er Erbuntermarschall von Würzburg.